# 愛がすべて
「愛がすべて」（Can't Give You Anything (But My Love)）はスタイリスティックスのシングル。6thアルバム『サンキュー・ベイビー』(Thank You Baby)からの3枚目のシングルとして1975年7月に発売された。
1974年以降のスタイリスティックスは、それまで彼らの楽曲制作・プロデュースを担当していたトム・ベルの多忙によりベルから楽曲を得られなくなったため、レーベル創始者のヒューゴ・ペレッティとルイージ・クレイトアーらのプロデュースで活動することになり、ヴァン・マッコイがアレンジしたディスコ調の楽曲を歌うことになった
そのプロデューサー・チームにより誕生した「愛がすべて」は、全米ビルボードシングルチャートで51位、R&Bチャートでは18位と、それまでのヒット曲ほどには上位に行かなかったものの、イギリスの全英シングルチャートでは3週連続1位を獲得する大ヒットとなった。日本でも洋楽ながらオリコンチャートで20位となり、洋楽部門では1位を記録するヒットとなった。折からのディスコ・ブームと相まって、スタイリスティックスの楽曲の中では最も日本で売れた人気曲である。
1991年にはドイツの歌手トーマス・アンダースがユーロポップ風にカバーしシングル発売している

## トラック・リスト

### 7インチ・シングル
| #  | タイトル                                                                | 作詞 | 作曲・編曲 | 時間 |
| -- | ----------------------------------------------------------------------- | ---- | ---------- | ---- |
| 1. | 「愛がすべて (Can't Give You Anything (But My Love))」                  |      |            | 3:13 |
| 2. | 「甘い傷 (I'd Rather Be Hurt by You (Than Be Loved by Somebody Else))」 |      |            | 3:38 |

※日本発売の7インチ・レコード（Avcoレコードレーベル）も収録曲は同じであるが、H&Lレコードレーベルのものは、B面が「フロム・ザ・マウンテン」(From the Mountain)になっている。日本盤のAvcoレコードの方のジャケット紙の裏には、「新しいハッスルの踊り方はこれだ!」としてステップの踏み方が足跡の図で示されている。

## チャート記録

### 週間
| チャート(1975-1976)                                                                   | 最高位 |
| ------------------------------------------------------------------------------------- | ------ |
| アメリカ「ホット100・シングルチャート」(Billboard Hot 100)                            | 51     |
| アメリカ「ホットR&B/ヒップホップ・シングルチャート」(Billboard Hot R&B/Hip-Hop Songs) | 18     |
| イギリス「全英シングルチャート」(UK Singles Chart)                                    | 1      |
| オランダ「シングル・トップ100」(Dutch Single Top 100)                                 | 2      |
| ドイツ「公式ドイツ・チャート」(Offizielle Deutsche Charts)                            | 34     |
| ベルギー「ウルトラトップ50」(Ultratop)                                                | 5      |
| ニュージーランド「公式ミュージック・チャート」(Recorded Music NZ)                     | 7      |
| 日本「オリコンチャート」(Oricon Charts)                                               | 20     |

### 年間
| チャート(1975)                                           | 位 |
| -------------------------------------------------------- | -- |
| イギリス「年間チャート」(Britain's best selling records) | 3  |

## カバー・アーティスト
出典は
- ベルト・ケンプフェルト（1976年） - アルバム『Kaempfert ’76』に収録。
- トーマス・アンダース（1991年） - アルバム『Whispers』に収録。
- 小柳ゆき（2003年） - アルバム『KOYANAGI the DISCO』に収録。

## 他の楽曲へのサンプリング
出典は
- スターズ・オン45「Volume III (Star Wars and Other Hits) 」（1981年） -アルバム『Longplay Album – Volume II』に収録。
- ライムフェスト（英語版） feat. カニエ・ウェスト「Bounce」（2001年） - ミックステープ『Raw Dawg』に収録。
- イェンス・レークマン（英語版）「Sipping on the Sweet Nectar」（2007年） - アルバム『Night Falls Over Kortedala』に収録。

## 日本のCM使用
- 木村拓哉の登場した2006年のマンダムの男性用化粧品「ギャツビー」（GATSBY）のCMソングとして、ゲイリー・アドキンス (Gary Adkins)が歌う替え歌の「I Can Give You GATSBY」が使用された[2][25]。

- 新木優子の登場した2021年7月からのアサヒビールの「アサヒ ザ・レモンクラフト」のCMに使用された[26][27][28]。